# Condado de Patrick
El condado de Patrick (en inglés: Patrick County), fundado en 1791, es uno de 95 condados del estado estadounidense de Virginia. En el año 2000, el condado tenía una población de 19,407 habitantes y una densidad poblacional de 29 personas por km². La sede del condado es Stuart.

## Geografía
Según la Oficina del Censo, el condado tiene un área total de 1251 km² (483 mi²), de la cual 1251 km² (483 mi²) es tierra y 8 km² (3,1 mi²) (0.56%) es agua.

### Condados adyacentes y ciudades independientes
- Condado de Carroll (oeste)
- Condado de Floyd (noreste)
- Condado de Franklin (noreste)
- Condado de Henry (este)
- Condado de Stokes (Carolina del Norte) (sur)
- Condado de Surry (Carolina del Norte) (suroeste)

## Demografía
Según la Oficina del Censo en 2000, los ingresos medios por hogar en el condado eran de $28,705, y los ingresos medios por familia eran $36,232. Los hombres tenían unos ingresos medios de $25,391 frente a los $18,711 para las mujeres. La renta per cápita para el condado era de $15,574. Alrededor del 13.40% de la población estaban por debajo del umbral de pobreza.

## Localidades
- Stuart

### Lugar designado por el censo
- Patrick Springs

### Comunidades no incorporadas
- Ararat
- Claudville
- Critz
- Penn's Store
- Meadows of Dan
- Vesta
- Woolwine
- Russell Creek